# William Parra
William Parra (Bogotá, Colombia, 1966) es un periodista colombiano. Trabajó en el noticiero CM&, Caracol TV, RCN radio,medios de comunicación colombianos, además de corresponsal de  Reuters  y entre 2006 y 2008 en TeleSur , actualmente trabaja como reportero en el noticiero CM&. 

## Biografía
Fue secretario de Información y Prensa de la presidencia durante el mandato de Ernesto Samper entre 1994 y 1998.
Luego se exilió en Venezuela  tras ser acusado en Colombia por tener nexos con la guerrilla de las FARC. Pero la fiscalía colombiana precluyó el proceso en su contra por no encontrar evidencias en su contra y lo declaró inocente.
Parra fue secuestrado el 10 de diciembre de 1997 por sujetos que decían ser del cartel de Medellín. Luego se conoce que el secuestro fue ejecutado por miembros del grupo rebelde llamado Jaime Bateman Caýón. En el año 2000 consigue ir a España como refugiado político para evitar  las amenazas de muerte y en 2005 es herido seriamente en las cercanías de Bogotá. en un atentado que atribuye a las fuerzas oficiales. 
El 14 de septiembre de 2013 fue baleado en una pierna por un francotirador rebelde en la ciudad de Harasta, al norte de Damasco, mientras cubría la Guerra Civil Siria para TeleSUR. El 25 de septiembre le realizó una entrevista al presidente sirio Bashar al-Asad, ha realizado además entrevistas a Yasser Arafat, Mahmoud Abbas,Fidel castro. Ha realizado varios reportajes especiales y es el director del documental para la Guerra Nada, un largometraje sobre la historia del conflicto colombiano entre el gobierno y las FARC-EP.